# 兄弟 (お笑いコンビ)
兄弟（きょうだい）は、吉本興業東京本社所属の日本のお笑いコンビ。NSC東京校26期生。コンビ名の通り、メンバーは実の兄弟である。UNDER 25 OWARAI CHAMPIONSHIP 2023、UNDER5 AWARD 2025のファイナリスト。

## メンバー
体制（たいせい、1997年10月10日 - ）（27歳）
兄。ツッコミ担当、立ち位置は向かって左。
本名、柴本 大晟（しばもと たいせい）。身長185 cm、体重62 kg。血液型B型。
長野県須坂市出身。
趣味はエゴサーチ、酒、散歩、海外サッカー観戦、Instagramの更新、村上春樹の小説を読むこと、寝ること、旅行、「放送室」を聴くこと、あごヒゲをピンセットで抜くこと。
特技はたこ焼きを焼くこと、サッカー（センターバック）、子供と仲良くなること。

紅葉（こうよう、1999年11月5日 - ）（25歳）
弟。ボケ担当、立ち位置は向かって右。
本名、柴本 晃遥（しばもと こうよう）。身長179 cm、体重67 kg。血液型B型。
長野県須坂市出身。
趣味は、睡眠中に見る夢、囁きASMR、焚き火、東南アジア歩き、万博（国際博覧会）。
特技は、適当な値段に対してちょうど「安いな」ってなる物を言えること、海外行ったとき現地の人に「ここどうやって行くの?」とか聞けること。

## 略歴
長野県須坂市出身の実の兄弟。
2019年、アマチュアコンビとしてM-1グランプリ2019に出場したことをきっかけに、お笑い芸人を志す。いくつかの事務所や養成所のオーディションを受けた末に、2020年に吉本興業の養成所・NSCに入学。東京校26期生となる。2021年2月に行われた卒業ライブ「NSC大ライブ2021TOKYO」では、予選上位8組に選ばれ決勝に進出。同ライブでの最終結果は7位だった。
2021年4月、プロデビュー。デビュー後は神保町よしもと漫才劇場のオーディションメンバーとして活動し、2022年8月に行われた「Jimbochoサバイバルバトル」の結果を受けて同劇場の所属メンバーになる。
2023年7月より、『キクテレミルラジ265』（BSよしもと）の金曜MCを担当。同年に開催されたUNDER 25 OWARAI CHAMPIONSHIPでは決勝に進出し、準優勝となった。

## エピソード
コンビ
- 元々は兄弟仲があまり良くなく、小学生の頃に仲が悪くなって以来、10年間ほど全く口を利かずほぼ顔も合わせないようにする期間が続いていた。仲違いの理由について、体制は「勉強ができる弟への劣等感などがあった」と話している。
- 弟の紅葉は中学卒業後、香川県立高松高等学校に進学するため、高松市にある祖父母の家に移り住む。紅葉が高校1年生の頃、祖父母宅のテレビの故障により、実家に住む母に「録画して欲しい番組がある」と連絡したところ、ほぼ同じタイミングで体制も同じ番組の録画を母に頼んでいた。母を通じて2人が同じ番組を見たがっていたことが伝えられ、共にお笑いが好きであることを知る。ちなみにこの時2人が録画を頼んだ番組は、『ゴッドタン キス我慢選手権 THE MOVIE』であった。
- その後、体制は新潟県の大学に進学。祖父母の家を訪れた際に「流石にこの先も紅葉と何も話さないままのはまずい」と感じ紅葉に話し掛けたところ、好きなお笑い芸人やお笑い番組の話で盛り上がり、朝まで話し合った。これを機に兄弟仲が改善し、会話を交わすようになる。
- 体制が大学4年生、紅葉が大学2年生の頃、お笑い好きとしての思い出作りのような気持ちでM-1グランプリ2019に出場。同大会の結果は1回戦敗退だったものの、本人たちがこの経験をとても楽しく感じたため芸人になることを決めた。

体制
- 同期のエアコンぶんぶんお姉さんが2024年2月にリリースした音楽アルバムの中には、体制の元交際相手をイメージして作詞された楽曲が収録されている。

紅葉
- 高校時代を高松市で過ごしたこともあり、一時期は公式プロフィールの「出身地」の欄に「香川県高松市」と記載していたことがある。
- 高校時代は放送部に所属しており、2017年に行われた「第64回NHK杯全国高校放送コンテスト」の香川県予選では、テレビ番組ドキュメント部門1位に選ばれた。

## 芸風
主に漫才。ネタ作成は紅葉が担当。ネタの内容や作り方などについて、2024年に掲載されたインタビューの中では「みんなが気づいていなかったり思いもしなかったことをネタにしようとしています」と話す。

## 出囃子
- カネコアヤノ『かみつきたい』[18][19]

## 賞レース等での成績

### M-1グランプリ
| 年度             | 結果      | エントリー No. | 会場                         | 日程     |
| ---------------- | --------- | -------------- | ---------------------------- | -------- |
| 2019年（第15回） | 1回戦敗退 | 1061           | よしもと幕張イオンモール劇場 | 9月20日  |
| 2020年（第16回） | 1回戦敗退 | 1457           | シダックスカルチャーホール   | 8月20日  |
| 2021年（第17回） | 1回戦敗退 | 771            | シダックスカルチャーホール   | 8月2日   |
| 2022年（第18回） | 2回戦進出 | 888            | 雷5656会館ときわホール       | 10月18日 |
| 2023年（第19回） | 2回戦進出 | 909            | 雷5656会館ときわホール       | 10月23日 |
| 2024年（第20回） | 3回戦進出 | 1739           | KANDA SQUARE HALL            | 11月6日  |
| 2025年（第21回） |           | 2039           |                              |          |

### その他
- 2023年 UNDER5 AWARD 2023 - 3回戦進出[20]
- 2023年 UNDER 25 OWARAI CHAMPIONSHIP - 準優勝[12][13]
- 2024年 UNDER5 AWARD 2024 - 準決勝進出[21]
- 2025年 UNDER5 AWARD 2025 - 決勝進出[22]

## 出演

### テレビ
レギュラー
- キクテレミルラジ265（BSよしもと、2023年7月7日 - 2024年6月28日） - 金曜MC

MC・冠番組
- 吉本芸人兄弟ふるさと充電旅（Goolight、2024年1月1日 - 5日）
- 全員半人前〜MC＆ひな壇全員トーク番組ほぼ未経験者でやってみた〜（BSよしもと、2024年8月28日） - 週替わりMC

その他
- オールナイトフジコ（フジテレビ、2023年9月30日）
- かまいガチ（テレビ朝日、2024年3月13日）

### ラジオ
- 兄弟のラテ欄（YouTube、2019年 - ） - 自主ラジオ
- MAGIC HOUR（FM長野、2023年6月1日[28]）
- MiXxxxx+（SBCラジオ、2023年6月12日[29]）
- マイナビ Laughter Night（TBSラジオ、2023年10月14日〈13日深夜〉[30]、2024年2月24日〈23日深夜〉[31]）

### 配信番組
- 笑イザップ5（Amazon Prime Video他、2022年3月22日 - 4月7日[32]）

## 主要なライブ・イベント
- ポイモロ
  - 兄弟 漫才5本ライブ「ポイモロ」（中野シアターかざあな、2022年8月2日）
  - ポイモロ2（神保町よしもと漫才劇場、2023年1月9日）
  - 兄弟単独「ポイモロ3」（杉並区立方南会館、2023年10月14日）
  - 兄弟単独「ポイモロ4」（武蔵野芸能劇場、2024年5月11日）
  - 兄弟単独「ポイモロ5」（神保町よしもと漫才劇場、2024年11月24日[33]）
  - 兄弟単独「ポイモロ6」（座・高円寺2、2025年5月20日[34]）
- 兄弟新ネタ4本ライブ「紅葉うどん店」（神保町よしもと漫才劇場、2023年3月8日）
- 須坂市出身漫才コンビ「兄弟」お笑いライブ[35]（bota、2023年3月18日[36]、7月23日[37]、10月29日[38]、2024年3月10日[39]、2025年7月12日[40]）
- 兄弟向こう5年ライブ（神保町よしもと漫才劇場、2023年12月15日）
- 兄弟お題ネタ[41]
  - 前編（下北沢シアターミネルヴァ、2024年2月16日）
  - 後編（西荻地域区民センター、2024年2月24日）
- 兄弟新ネタ1本ライブ（西荻地域区民センター、2024年6月11日）